# Хуайхай
Байчжан Хуайхай (кит. трад. 百丈懷海, упр. 百丈怀海, пиньинь Bǎizhàng Huáihái, яп. Хякудзё Экай, 749—814) — чаньский мастер времён империи Тан в Китае. Ключевая фигура в становлении дисциплины чаньского монашества (совместный труд). Персонаж классических коанов.
Байчжан — название горы, на которой он основал свой монастырь и провёл остаток жизни.
Ученик Мацзу Даои, Хуайхай получил просветление благодаря коану учителя «Дикие утки», сопровождавшемуся дёрганием Хуайхая за нос.
Другой известный коан Хуайхая, вошедший в антологию дзэнской мысли начала XIII в. «Мумонкан» — «Дикий лис», история о том, как Хуайхай повелел провести над трупом лисицы церемонии, как над монахом.
Хуайхай заложил основы монашеской жизни школы чань. До Хуайхая монашеские общины стремились жить сбором подаяния. При нём центральной частью ежедневного распорядка монахов делался совместный ручной труд. Эту дисциплину иллюстрирует наиболее известное изречение Хуайхая: «день без труда — день без пищи».
Ему приписывается устав «чаньлинь цингуй» (禪林清規), который некоторые исследователи склонны датировать более поздним временем. В традиции утверждается, что его аутентичный, написанный Хуайхаем текст утрачен. Все последующие формы монашества чань и дзэн сформировались под его влиянием.
Хуайхай также оказал влияние на монастырскую архитектуру чань и дзэн.
Часто Хуайхаю приписывают трактат его современника Дачжу Хуэйхая: «Необходимые врата на пути к истине посредством мгновенного пробуждения».